# 모라벡의 역설
모라벡의 역설(Moravec's paradox)은 인공지능과 로봇공학 분야에서 나타나는 현상으로, 전통적인 가정과는 달리 추론은 매우 적은 계산만 필요로 하지만, 감각운동 및 지각 기술은 엄청난 계산 자원을 필요로 한다는 관찰이다. 이 원리는 1980년대에 한스 모라벡, 로드니 브룩스, 마빈 민스키, 앨런 뉴얼 등에 의해 명확히 표현되었다. 뉴얼은 이 아이디어를 예견했으며, 1983년 인공지능의 역사에 관한 장에서 해당 분야의 하나의 미신으로 특징지었다. "그러나 바로 그런 이유로, 인간의 고등 추론 기능을 자동화하는 것은 상대적으로 쉽지만, 인간이 다른 동물과 공유하고 자동으로 잘 수행하는 기능, 예를 들면 인식 같은 것을 자동화하는 것은 매우 어렵다는 미신이 생겨났다." 모라벡은 1988년에 다음과 같이 썼다. "컴퓨터가 지능 테스트나 체커 게임에서 성인 수준의 성능을 보이게 하는 것은 비교적 쉽지만, 지각과 이동성에 관해서는 한 살배기 아이의 기술을 컴퓨터에 부여하는 것은 어렵거나 불가능하다."
유사하게, 민스키는 리버스 엔지니어링하기 가장 어려운 인간의 기술은 의식적 인식 수준 이하의 것들이라고 강조했다. "일반적으로, 우리는 우리의 마음이 가장 잘하는 일에 대해 가장 적게 인식한다"라고 그는 썼으며, 또한 "우리는 완벽하게 작동하는 복잡한 과정보다 제대로 작동하지 않는 단순한 과정에 더 많이 주의를 기울인다"라고 덧붙였다. 스티븐 핑커는 1994년에 "35년간의 인공지능 연구의 주요 교훈은 어려운 문제는 쉽고 쉬운 문제는 어렵다는 것이다"라고 썼다.
2020년대에 이르러, 무어의 법칙에 따라 컴퓨터는 1970년대보다 수억 배 더 빨라졌고, 이 추가적인 컴퓨터 성능은 마침내 모라벡이 1976년에 예측했던 대로 지각과 감각 기술을 다루기에 충분해졌다. 2017년, 주요 기계 학습 연구자인 앤드루 응은 "전형적인 인간이 1초 미만의 정신적 사고로 할 수 있는 거의 모든 것은, 현재 또는 가까운 미래에 인공지능을 사용하여 자동화할 수 있을 것"이라는 "매우 불완전한 경험 법칙"을 제시했다. 현재 인공지능이 어떤 작업에 뛰어난지에 대한 합의는 없다.

## 인간 기술의 생물학적 기초
역설에 대한 한 가능한 설명은 모라벡이 제시한 것으로, 진화에 기반하고 있다. 모든 인간의 기술은 자연선택의 과정에 의해 설계된 기제를 사용하여 생물학적으로 구현된다. 진화 과정에서 자연선택은 설계 개선과 최적화를 보존하는 경향이 있었다. 기술이 오래될수록 자연선택이 설계를 개선할 시간이 더 많았다. 추상적 사고는 매우 최근에 발전했으며, 따라서 그 구현이 특별히 효율적일 것이라고 기대해서는 안 된다.

모라벡은 다음과 같이 썼다.
"인간 뇌의 크고 고도로 진화된 감각 및 운동 부분에는 세계의 본질과 그 안에서 생존하는 방법에 대한 10억 년의 경험이 인코딩되어 있다. 우리가 추론이라고 부르는 의도적인 과정은, 내 생각에, 인간 사고의 가장 얇은 표면층일 뿐이며, 훨씬 오래되고 훨씬 더 강력하지만 대개 무의식적인 감각운동 지식에 의해 지원되기 때문에만 효과적이다. 우리는 모두 지각과 운동 영역에서 뛰어난 올림피아 선수들로, 어려운 일도 쉽게 보이게 할 만큼 능숙하다. 하지만 추상적 사고는 새로운 기술로, 아마도 10만 년도 채 되지 않았다. 우리는 아직 이것을 완전히 습득하지 못했다. 그것은 본질적으로 그렇게 어려운 것이 아니다; 우리가 그것을 할 때 단지 어렵게 느껴질 뿐이다."
이 주장을 간결하게 표현하면 다음과 같다.
- 인간 기술의 리버스 엔지니어링 난이도는 그 기술이 동물에서 진화해온 시간에 대략 비례할 것으로 예상할 수 있다.
- 가장 오래된 인간 기술은 대부분 무의식적이어서 우리에게 수월해 보인다.
- 따라서, 수월해 보이는 기술은 리버스 엔지니어링하기 어렵지만, 노력이 필요한 기술은 반드시 엔지니어링하기 어렵지 않을 수 있다.

수백만 년 동안 진화해온 기술의 예: 얼굴 인식, 공간에서의 이동, 사람들의 동기 판단, 공 잡기, 목소리 인식, 적절한 목표 설정, 흥미로운 것에 주의를 기울이기; 지각, 주의력, 시각화, 운동 기술, 사회적 기술 등과 관련된 모든 것이다.
최근에 등장한 기술의 예: 수학, 공학, 게임, 논리 및 과학적 추론이다. 이들은 우리의 신체와 뇌가 일차적으로 진화된 것이 아니기 때문에 우리에게 어렵다. 이들은 역사적 시간에 최근에 획득된 기술과 테크닉으로, 대부분 문화적 진화에 의해 최대 몇 천 년 동안 정제되어 왔다.

## 인공지능에 대한 역사적 영향
인공지능 연구 초기에, 주요 연구자들은 단지 몇 십 년 안에 생각하는 기계를 만들 수 있을 것이라고 자주 예측했다(인공지능의 역사 참조). 그들의 낙관론은 부분적으로 논리를 사용하고, 대수학과 기하학 문제를 풀고, 체커와 체스 같은 게임을 하는 프로그램을 성공적으로 작성했다는 사실에서 비롯되었다. 논리와 대수학은 사람들에게 어렵고 지능의 표시로 여겨진다. 많은 저명한 연구자들은 "어려운" 문제를 (거의) 해결했으니, 비전과 상식적 추론이라는 "쉬운" 문제들도 곧 해결될 것이라고 가정했다. 그들은 틀렸고(AI 겨울도 참조), 한 가지 이유는 이러한 문제들이 전혀 쉽지 않고 믿을 수 없을 정도로 어렵기 때문이다. 그들이 논리와 대수학 같은 문제들을 해결했다는 사실은 관련이 없었는데, 이러한 문제들이 기계가 해결하기에 극도로 쉽기 때문이다.
로드니 브룩스는 초기 AI 연구에 따르면, 지능은 "고학력 남성 과학자들이 도전적이라고 생각하는 것들", 예를 들어 체스, 기호 적분, 수학 정리 증명, 복잡한 단어 대수 문제 해결 등으로 가장 잘 특징지어졌다고 설명한다. "4~5세 아이들이 쉽게 할 수 있는 일들, 예를 들어 커피컵과 의자를 시각적으로 구별하거나, 두 다리로 걸어 다니거나, 자신의 침실에서 거실까지 길을 찾는 일 등은 지능이 필요한 활동으로 생각되지 않았다. 또한 어떠한 미적 판단도 지능 기반 기술의 레퍼토리에 포함되지 않았다."
1980년대에, 이는 브룩스가 인공지능과 로봇공학 연구에서 새로운 방향을 추구하도록 이끌었다. 그는 "인지 없음. 단지 감각과 행동만. 그것이 내가 구축할 전부이며 전통적으로 인공지능의 '지능'으로 여겨졌던 것을 완전히 배제할 것"이라는 지능형 기계를 만들기로 결정했다. 그는 이 새로운 방향을 "누벨 AI"(Nouvelle AI)라고 불렀다.

## 문화적 참조
언어학자이자 인지과학자인 스티븐 핑커는 1994년 저서 《언어 본능》에서 모라벡의 역설을 AI 연구자들이 밝혀낸 주요 교훈으로 간주한다.

## 같이 보기
- AI 효과
- 체화된 인지
- 인공지능의 역사
- 포섭 구조

## 주해
1. ↑  앤서니 제이더는 2019년에 다음과 같이 썼다:
"인공지능(AI)의 선구자인 허버트 사이먼은 1965년에 '기계는 20년 내에 인간이 할 수 있는 모든 일을 할 수 있게 될 것'이라고 유명하게 예측했다 — [인간 수준의] 범용 AI를 달성하기 위해."[9]
2. ↑  이것들은 그들의 예측이 실현되지 않은 유일한 이유가 아니다: 인공지능의 역사를 참조하라.

## 서지
- Brooks, Rodney (1986), 《Intelligence Without Representation》, MIT Artificial Intelligence Laboratory
- Brooks, Rodney (2002), 《Flesh and Machines》, Pantheon Books
- Brynjolfsson, Erik; Mitchell, Tom (2017년 12월 22일). “What can machine learning do? Workforce implications”. 《Science》 (영어) 358 (6370): 1530–1534. Bibcode:2017Sci...358.1530B. doi:10.1126/science.aap8062. 2018년 5월 7일에 확인함.
- Lee, Amanda (2017년 6월 14일). “Will your job still exist in 10 years when the robots arrive?”. 《South China Morning Post》 (영어). 2018년 5월 7일에 확인함.
- Minsky, Marvin (1986), 《The Society of Mind》, Simon and Schuster, 29쪽
- Moravec, Hans (1976), 《The Role of Raw Power in Intelligence》, 2016년 3월 3일에 원본 문서에서 보존된 문서, 2008년 10월 16일에 확인함
- Moravec, Hans (1988), 《Mind Children》, Harvard University Press
- McCorduck, Pamela (2004), 《Machines Who Think》 2판, Natick, MA: A. K. Peters, Ltd., ISBN 1-56881-205-1, p. 456.
- Newell, Allen (1983). 〈Intellectual issues in the history of artificial intelligence〉. 《The study of information: interdisciplinary messages》 (PDF). USA: John Wiley & Sons, Inc. 187–294쪽. ISBN 978-0-471-88717-1. 2023년 12월 21일에 원본 문서 (PDF)에서 보존된 문서.
- Pinker, Steven (2007년 9월 4일) [1994], 《The Language Instinct》, Perennial Modern Classics, Harper, ISBN 978-0-06-133646-1
- Zador, Anthony (2019년 8월 21일). “A critique of pure learning and what artificial neural networks can learn from animal brains”. 《Nature Communications》 10 (1): 3770. Bibcode:2019NatCo..10.3770Z. doi:10.1038/s41467-019-11786-6. PMC 6704116. PMID 31434893.